# Flying Pat
Flying Pat er en amerikansk stumfilm fra 1920 af F. Richard Jones.

## Medvirkende
- Dorothy Gish som Patricia Van Nuys
- James Rennie som Robert Van Nuys
- Morgan Wallace som William Endicott
- Harold Vizard
- Porter Strong
- Tom Blake
- Kate Bruce
- Dorothy Walters
- Miss Waters